# 凯瑟琳·温莎
凯瑟琳·温莎（Kathleen Winsor，1919年10月16日—2003年5月26日）是一位美国作家。她是《琥珀》的作者。1938年，温莎從加州大學柏克萊分校畢業。她曾在報社上班。1938年，报社裁员时，她也一同被解雇。